# Эврибат из Эфеса
Эврибат (др.-греч. Εὐρυβάτης) — приближённый царя Лидии Крёза, во время Лидийско-персидской войны 547 или 546 года до н. э. перешедший на сторону Кира Великого.
Уроженец Эфеса Эврибат был приближённым Крёза. Под видом паломничества к дельфийскому оракулу лидийский царь отправил эфесянина в Пелопоннес с целью вербовки наёмников для войны с персами: по замечанию Л. П. Маринович, именно воины Южной Греции ценились выше всех. Однако Эврибат перешёл на сторону Кира Великого, отдав тому все деньги Крёза и выдав военные планы. О его дальнейшей судьбе исторические источники не сообщают. По мнению Э. В. Рунга, возможно, Эврибат вошёл в круг греческих приближённых Кира.
Своим поступком эфесянин заслужил у современников и потомков презрительную репутацию, так что предателей стали называть «эврибатами». Как отметил Рунг, случай с Эврибатом является самым ранним из подобных, зафиксированных в античной традиции.